# Az NDK az olimpiai játékokon
A Német Demokratikus Köztársaság (rövidítve: NDK), más néven Kelet-Németország saját nemzeti olimpiai bizottságot hozott létre 1951. április 22-én Berlinben, melyet azonban a NOB csak jóval később ismert el, emiatt az ország nem képviseltette magát az 1952-es téli és nyári olimpiai játékokon. A következő 6 olimpián (3 téli és 3 nyári) Kelet- és Nyugat-Németország közös csapatot indított Egyesült Német Csapat néven.
Az 1990-es német újraegyesítésig az NDK 11 olimpián indított külön csapatot, ezeken összesen 519 érmet nyertek a sportolói, a legeredményesebb sportágaik a nyári játékokon az atlétika, az úszás és az evezés, a téli olimpiákon pedig a szánkó volt.
Hasonlóan a többi kelet-európai kommunista országhoz (Románia kivételével), az NDK sem képviseltette magát az 1984-es nyári játékokon, melyet a Szovjetunió nyomására bojkottált.

## Éremtáblázatok

### Érmek a nyári olimpiai játékokon
| Olimpia           | Arany                              | Ezüst                              | Bronz                              | Összesen                           |
| 1952, Helsinki    | nem vett részt                     | nem vett részt                     | nem vett részt                     | nem vett részt                     |
| 1956–1964         | Az Egyesült Német Csapat részeként | Az Egyesült Német Csapat részeként | Az Egyesült Német Csapat részeként | Az Egyesült Német Csapat részeként |
| 1968, Mexikóváros | 9                                  | 9                                  | 7                                  | 25                                 |
| 1972, München     | 20                                 | 23                                 | 23                                 | 66                                 |
| 1976, Montréal    | 40                                 | 25                                 | 25                                 | 90                                 |
| 1980, Moszkva     | 47                                 | 37                                 | 42                                 | 126                                |
| 1984, Los Angeles | nem vett részt                     | nem vett részt                     | nem vett részt                     | nem vett részt                     |
| 1988, Szöul       | 37                                 | 35                                 | 30                                 | 102                                |
| Összesen          | 153                                | 129                                | 127                                | 409                                |

### Érmek a téli olimpiai játékokon
| Olimpia           | Arany                              | Ezüst                              | Bronz                              | Összesen                           |
| 1952, Oslo        | nem vett részt                     | nem vett részt                     | nem vett részt                     | nem vett részt                     |
| 1956–1964         | Az Egyesült Német Csapat részeként | Az Egyesült Német Csapat részeként | Az Egyesült Német Csapat részeként | Az Egyesült Német Csapat részeként |
| 1968, Grenoble    | 1                                  | 2                                  | 2                                  | 5                                  |
| 1972, Szapporo    | 4                                  | 3                                  | 7                                  | 14                                 |
| 1976, Innsbruck   | 7                                  | 5                                  | 7                                  | 19                                 |
| 1980, Lake Placid | 9                                  | 7                                  | 7                                  | 23                                 |
| 1984, Szarajevó   | 9                                  | 9                                  | 6                                  | 24                                 |
| 1988, Calgary     | 9                                  | 10                                 | 6                                  | 25                                 |
| Összesen          | 39                                 | 36                                 | 35                                 | 110                                |

## Érmek sportáganként

### Érmek a nyári olimpiai játékokon sportáganként
| Az NDK érmei a nyári olimpiai játékokon sportáganként | Az NDK érmei a nyári olimpiai játékokon sportáganként | Az NDK érmei a nyári olimpiai játékokon sportáganként | Az NDK érmei a nyári olimpiai játékokon sportáganként | Az olimpiai zászlaja |

| Sportág       | Arany | Ezüst | Bronz | Összesen |
| ------------- | ----- | ----- | ----- | -------- |
| Atlétika      | 38    | 36    | 35    | 109      |
| Úszás         | 38    | 32    | 22    | 92       |
| Evezés        | 33    | 7     | 8     | 48       |
| Kajak-kenu    | 14    | 7     | 9     | 30       |
| Torna         | 6     | 13    | 17    | 36       |
| Kerékpározás  | 6     | 6     | 4     | 16       |
| Ökölvívás     | 5     | 2     | 6     | 13       |
| Sportlövészet | 3     | 8     | 5     | 16       |
| Birkózás      | 2     | 3     | 2     | 7        |
| Műugrás       | 2     | 2     | 3     | 7        |
| Vitorlázás    | 2     | 2     | 2     | 6        |
| Súlyemelés    | 1     | 4     | 6     | 11       |
| Cselgáncs     | 1     | 2     | 6     | 9        |
| Labdarúgás    | 1     | 1     | 1     | 3        |
| Kézilabda     | 1     | 1     | 1     | 3        |
| Röplabda      | 0     | 2     | 0     | 2        |
| Vívás         | 0     | 1     | 0     | 1        |
| Összesen      | 153   | 129   | 127   | 409      |

### Érmek a téli olimpiai játékokon sportáganként
| Az NDK érmei a téli olimpiai játékokon sportáganként | Az NDK érmei a téli olimpiai játékokon sportáganként | Az NDK érmei a téli olimpiai játékokon sportáganként | Az NDK érmei a téli olimpiai játékokon sportáganként | Az olimpiai zászlaja |

| Sportág          | Arany | Ezüst | Bronz | Összesen |
| ---------------- | ----- | ----- | ----- | -------- |
| Szánkó           | 13    | 8     | 8     | 29       |
| Gyorskorcsolya   | 8     | 12    | 9     | 29       |
| Bob              | 5     | 5     | 3     | 13       |
| Biatlon          | 3     | 4     | 4     | 11       |
| Műkorcsolya      | 3     | 3     | 4     | 10       |
| Északi összetett | 3     | 0     | 4     | 7        |
| Síugrás          | 2     | 3     | 2     | 7        |
| Sífutás          | 2     | 1     | 1     | 4        |
| Összesen         | 39    | 36    | 35    | 110      |